# آلة المعرفة
آلة المعرفة (بالإنجليزية: Knowledge Machine)‏ هي لغة برمجة قائمة على إطار مع دلالات منطقية واضحة من الدرجة الأولى. تحتوي على آليات متطورة ومعقدة للتفكير، بما في ذلك الاختيار عن طريق الوصف والتوحيد والتصنيف والتفكير حول الإجراءات باستخدام آلية المواقف. كانت أصولها هي لغة ثيو (Theo language) ولغة KRL (التي عفا عليها الزمن الآن) أما الآن فتنفذ في لغة ليسب.
وضعها سيمور بابيرت، وتهدف إلى تمكين الأطفال من استكشاف أي موقف وإشراكهم فيه بالكامل. على الرغم من أن بابيرت لم يقدم مفهومًا واضحًا أبدًا لآلة المعرفة، إلا أن أحد التفسيرات هو أنها جهاز واقع افتراضي يسمح للمستخدم بالانزلاق إلى أي موقف والحصول على تجربة محاكاة لهذا الموقف.
آلة المعرفة هي أيضًا نظام مطور في جامعة تكساس لتمثيل المعرفة والاستدلال في مجال الذكاء الاصطناعي. تم تطوير آلة المعرفة واستمرت صيانتها بنشاط من قبل Peter Clark و Bruce Porter.

## روابط خارجية
- KM: The Knowledge Machine
- Algorithme Information Technology services